# 다마소 페레스 프라도

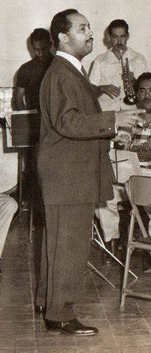

호세 다마소 페레스 프라도(José Dámaso Pérez Prado, 1916년 12월 11일 ~ 1989년 9월 14일)는 쿠바의 피아니스트이다.
쿠바 마탄사스 태생으로 일찍부터 피아노를 쳤으며, 16세의 나이에 밴드 리더가 되었다. 1940년경부터 아바나로 진출해 카시노 데 라 프라자의 피아니스트가 되었으며, 그 무렵에 신진 음악가들 사이에서 시도되고 있는 새로운 음악(맘보)의 형성에 참가하였다. 1947년에는 멕시코로 건너갔으며, 여기에서 《엘 맘보》, 《맘보 제5번》 등을 취입하여 성공을 거두었다. 그 후에도 잇따라 새로운 아이디어와 리듬을 발표했으며, 《세레소 로사》 등의 많은 인기곡을 내었다. 전후 라틴 음악의 출발점이 되었던 맘보의 기초를 다진 사람으로 그의 역사적 역할은 크다고 할 수 있다.